# Chef de mission
Een chef de mission is de persoon die de leiding heeft over een Olympisch of Paralympisch landenteam.
Bij de spelen is de chef de mission de contactpersoon voor het Internationaal Olympisch Comité (IOC) of Internationaal Paralympisch Comité (IPC) en het organiserende nationale comité. Ook is de chef de mission het aanspreekpunt voor atleten, trainers en nationale officials voor wie hij ook verantwoordelijk is. Gedurende de spelen houdt de chef de mission zich op in het olympisch dorp. De chef de mission vertegenwoordigt de delegatie, regelt de persmomenten, organiseert de aankomst en het vertrek en verkent de faciliteiten.
De chef de mission van het Nederlandse team wordt gekozen door het bestuur van het NOC*NSF.

## Nederlandse chefs de mission
| Olympische Spelen Winter/zomer | Jaar | Naam                                     | Stad                   | Opmerking |  |
| ------------------------------ | ---- | ---------------------------------------- | ---------------------- | --- |  |
|                                | 1896 | -                                        | Athene                 | Geen Nederlandse deelname. |  |
|                                | 1900 | -                                        | Parijs                 | |  |
|                                | 1904 | -                                        | St. Louis              | Geen Nederlandse deelname. |  |
|                                | 1906 | -                                        | Athene                 | |  |
|                                | 1908 | -                                        | Londen                 | |  |
|                                | 1912 | -                                        | Stockholm              | |  |
|                                | 1920 | -                                        | Antwerpen              | |  |
|                                | 1924 | -                                        | Chamonix               | Geen Nederlandse deelname. |  |
|                                | 1924 | -                                        | Parijs                 | |  |
|                                | 1928 | Gerrit W.A. van Laer                     | Sankt Moritz           | |  |
|                                | 1928 | -                                        | Amsterdam              | |  |
|                                | 1932 | -                                        | Lake Placid            | Geen Nederlandse deelname. |  |
|                                | 1932 | C.F. Kellenbach                          | Los Angeles            | |  |
|                                | 1936 | Gerrit W.A. van Laer                     | Garmisch-Partenkirchen | |  |
|                                | 1936 | Karel Lotsy                              | Berlijn                | |  |
|                                | 1948 | Dolph van der Scheer                     | Sankt Moritz           | |  |
|                                | 1948 | Karel Lotsy                              | Londen                 | |  |
|                                | 1952 | J.N. van den Houten                      | Oslo                   | |  |
|                                | 1952 | Karel Lotsy                              | Helsinki               | |  |
|                                | 1956 | J.N. van den Houten                      | Cortina d'Ampezzo      | |  |
|                                | 1956 | Kees Kerdel                              | Melbourne              | Nederland kwam alleen uit op de paardensportonderdelen, deze werden vijf maanden eerder gehouden. De Spelen zelf werden door Nederland geboycot. |  |
|                                | 1960 | Adriaan Paulen                           | Squaw Valley           | |  |
|                                | 1960 | Kees Kerdel                              | Rome                   | |  |
|                                | 1964 | Kees Kerdel                              | Innsbruck              | |  |
|                                | 1964 | Simon de Wit                             | Tokio                  | |  |
|                                | 1968 | Wilhelm Herman Daniël Quarles van Ufford | Grenoble               | |  |
|                                | 1968 | Ansco Dokkum                             | Mexico-Stad            | |  |
|                                | 1972 | Wilhelm Herman Daniël Quarles van Ufford | Sapporo                | |  |
|                                | 1972 | Bram Leeuwenhoek                         | München                | |  |
|                                | 1976 | Bram Leeuwenhoek                         | Innsbruck              | |  |
|                                | 1976 | Bram Leeuwenhoek                         | Montreal               | |  |
|                                | 1980 | Bram Leeuwenhoek                         | Lake Placid            | |  |
|                                | 1980 | Bram Leeuwenhoek                         | Moskou                 | Nederland deed slechts gedeeltelijk mee wegens boycot.                                                                                           |  |
|                                | 1984 | Tjeerd van Wimersma Greidanus            | Sarajevo               | |  |
|                                | 1984 | Tjeerd van Wimersma Greidanus            | Los Angeles            | |  |
|                                | 1988 | Wim Cornelis                             | Calgary                | |  |
|                                | 1988 | Wim Cornelis                             | Seoel                  | |  |
|                                | 1992 | Ard Schenk                               | Albertville            | |  |
|                                | 1992 | André Bolhuis                            | Barcelona              | |  |
|                                | 1994 | Ard Schenk                               | Lillehammer            | |  |
|                                | 1996 | André Bolhuis                            | Atlanta                | |  |
|                                | 1998 | Ard Schenk                               | Nagano                 | |  |
|                                | 2000 | Jan Loorbach                             | Sydney                 | |  |
|                                | 2002 | Leo Visser                               | Salt Lake City         | |  |
|                                | 2004 | Peter Vogelzang                          | Athene                 | |  |
|                                | 2006 | Eddy Verheijen                           | Turijn                 | |  |
|                                | 2008 | Charles van Commenée                     | Peking                 | |  |
|                                | 2010 | Henk Gemser                              | Vancouver              | |  |
|                                | 2012 | Maurits Hendriks                         | Londen                 | |  |
|                                | 2014 | Maurits Hendriks                         | Sotsji                 | |  |
|                                | 2016 | Maurits Hendriks                         | Rio de Janeiro         | |  |
|                                | 2018 | Jeroen Bijl                              | Pyeongchang            | |  |
|                                | 2020 | Pieter van den Hoogenband                | Tokio                  | Vanwege de Coronapandemie gehouden in 2021 |  |
|                                | 2022 | Carl Verheijen                           | Peking                 | |  |
|                                | 2024 | Pieter van den Hoogenband                | Parijs                 | |  |
|                                | 2026 | Carl Verheijen                           | Milaan Cortina         | |  |

| Paralympische Spelen Winter/zomer | Jaar | Naam                      | Stad                         | Opmerking                                  |
| --------------------------------- | ---- | ------------------------- | ---------------------------- | ------------------------------------------ |
|                                   | 1960 | Jan Tromp                 | Rome                         |                                            |
|                                   | 1964 | J. van Leeuwen            | Tokio                        |                                            |
|                                   | 1968 | J. van Leeuwen            | Tel Aviv                     |                                            |
|                                   | 1972 | Anton van Velsen          | Heidelberg                   |                                            |
|                                   | 1976 |                           | Örnsköldsvik                 | Geen Nederlandse deelname.                 |
|                                   | 1976 | Wim Ruth                  | Toronto                      |                                            |
|                                   | 1980 |                           | Geilo                        | Geen Nederlandse deelname.                 |
|                                   | 1980 | Bert van Schaik           | Arnhem                       |                                            |
|                                   | 1984 |                           | Innsbruck                    |                                            |
|                                   | 1984 | Bert van Schaik en Ad Mol | New York en Stoke Mandeville |                                            |
|                                   | 1988 | Herman Dix                | Innsbruck                    |                                            |
|                                   | 1988 | Humphrey Peter            | Seoel                        |                                            |
|                                   | 1992 | Gerard Groot              | Tignes-Albertville           |                                            |
|                                   | 1992 | Humphrey Peter            | Barcelona                    |                                            |
|                                   | 1994 | Hendrik-Jan Visser        | Lillehammer                  |                                            |
|                                   | 1996 | Cees Vervoorn             | Atlanta                      |                                            |
|                                   | 1998 | Henk van Lint             | Nagano                       |                                            |
|                                   | 2000 | Cees Vervoorn             | Sydney                       |                                            |
|                                   | 2002 | Henk van Lint             | Salt Lake City               |                                            |
|                                   | 2004 | Thea Limbach              | Athene                       |                                            |
|                                   | 2006 | Henk van Lint             | Turijn                       | Geen Nederlandse deelname                  |
|                                   | 2008 | Thea Limbach              | Peking                       |                                            |
|                                   | 2010 | André Cats                | Vancouver                    |                                            |
|                                   | 2012 | André Cats                | Londen                       |                                            |
|                                   | 2014 | André Cats                | Sotsji                       |                                            |
|                                   | 2016 | André Cats                | Rio de Janeiro               |                                            |
|                                   | 2018 | Esther Vergeer            | Pyeongchang                  |                                            |
|                                   | 2020 | Esther Vergeer            | Tokio                        | Vanwege de Coronapandemie gehouden in 2021 |
|                                   | 2022 | Esther Vergeer            | Peking                       |                                            |
|                                   | 2024 | Esther Vergeer            | Parijs                       |                                            |

| Europese Spelen | Jaar | Naam                      | Stad   | Opmerking |
| --------------- | ---- | ------------------------- | ------ | --------- |
|                 | 2015 | Jeroen Bijl               | Bakoe  |           |
|                 | 2019 | Pieter van den Hoogenband | Minsk  |           |
|                 | 2023 | Mark Huizinga             | Krakau |           |